# Poznań Game Arena
Poznań Game Arena (PGA) – targi gier komputerowych, rozrywki multimedialnej oraz technologii wykorzystywanych w grach wideo, odbywające się corocznie na Międzynarodowych Targach Poznańskich w Poznaniu w latach 2004-2009, 2012-2019 oraz od 2021. Według statystyk potwierdzonych audytem organizacji Centrex – International Exhibition Statistics Union, Poznań Game Arena są największymi w Europie Środkowo-Wschodniej targami gier komputerowych pod względem liczby uczestników, powierzchni targowej oraz liczby wystawców.

## Historia
Pierwsze targi Poznań Game Arena odbyły się w 2004 roku w dniach 20-23 kwietnia i były połączone z Infosystem – najstarszymi targami informatycznymi w Polsce.
Podczas pierwszej edycji PGA odbyły się turnieje w takie gry jak: Medal of Honor: Allied Assault – Breakthrough, Star Wars Jedi Academy, Far Cry.
Wśród prezentacji i premier gier pojawiły się: Rise to Honour, This is Football 2004, Formula One 2003, WRC3, SingStar, Shrek 2, Star Wars: Knights of the Old Republic, Call of Duty, Prince of Persia, Tom Clancy’s Splinter Cell: Pandora Tomorrow oraz Moto GP 2.
W ofercie targowej pojawiły się także gry fabularne, gry figurkowe, gry planszowe, komputery, hardware, peryferia i software dla graczy.
Druga edycja Poznań Game Arena była o jeden dzień krótsza od poprzedniej i odbyła się 25-27 lutego w 2005 r.
Dawniej struktura Poznań Game Arena była podzielona na trzy części:
- Digital Arena – arena poświęcona rozrywce multimedialnej, grom komputerowym i nowoczesnym technologiom
- Fantasy Arena – miejsce dla miłośników gier karcianych, figurkowych, planszowych, pasjonatów szachów i brydża oraz spotkanie miłośników literatury fantasy,
- Paintball Arena

Projekt PGA został zawieszony w maju 2010 roku na rzecz targów elektroniki użytkowej i gier video ON/OFF, które odbyły się w dniach 22-24 października 2010 w Warszawie[niewiarygodne źródło?].
W roku 2012 targi PGA powróciły. Impreza ta odbyła się między 26 i 28 października 2012 r. na terenie Międzynarodowych Targów Poznańskich. Imprezą towarzyszącą od tej edycji stał się Zjazd Twórców Gier (edycja 5.), znany dzisiaj pod nazwą Game Industry Conference.
Kolejne edycje odbywały się corocznie na terenie Międzynarodowych Targów Poznańskich.
Edycję PGA z 2015 roku zorganizowano w dwa razy większej ilości hal niż poprzednio (tj. w 8 halach pomieszczono 800 stanowisk do gry), co miało zagwarantować uczestnikom większy komfort. W sumie na targach tych wystawiło się 130 wystawców, a organizatorzy w tej edycji wydali 850 akredytacji dla dziennikarzy i twórców internetowych.

## Edycje
- 1 edycja odbyła się w 2004 roku pomiędzy 20 a 23 kwietnia.
- 2 edycja odbyła się w 2005 roku pomiędzy 25 a 27 lutego, frekwencja wynosiła 11 tys. osób.
- 3 edycja odbyła się w 2006 roku pomiędzy 25 a 26 listopada, frekwencja wynosiła 14 tys. osób.
- 4 edycja odbyła się w 2007 roku pomiędzy 24 a 25 listopada, frekwencja wynosiła 17 tys. osób.
- 5 edycja odbyła się w 2008 roku pomiędzy 22 a 23 listopada, frekwencja wynosiła 25 tys. osób.
- 6 edycja odbyła się w 2009 roku pomiędzy 16 a 18 października, frekwencja wynosiła 28 576 osób[5].
- 7 edycja odbyła się w 2012 roku pomiędzy 26 a 28 października, frekwencja wynosiła 35 000 osób[6].
- 8 edycja odbyła się w 2013 roku pomiędzy 18 a 20 października, frekwencja wynosiła 41 200 osób.
- 9 edycja odbyła się w 2014 roku pomiędzy 24 a 26 października, frekwencja wynosiła 59 400 osób[7].
- 10 edycja odbyła się w 2015 roku pomiędzy 16 a 18 października, frekwencja wynosiła 66 254 osób[8].
- 11 edycja odbyła się w 2016 roku pomiędzy 21 a 23 października, frekwencja wynosiła 71 328 osób[9].
- 12 edycja odbyła się w 2017 roku pomiędzy 6 a 8 października, frekwencja wyniosła 72 817 osób.
- 13 edycja odbyła się w 2018 roku pomiędzy 12 a 14 października, frekwencja wyniosła 76 199 osób[10].
- 14 edycja odbyła się w 2019 roku pomiędzy 18 a 20 października, frekwencja wyniosła 79 347 osób.
- 15 edycja odbyła się w 2021[11] roku pomiędzy 22 a 24 października.
- 16 edycja odbyła się w 2022 roku pomiędzy 7 a 9 października, frekwencja wyniosła 47 628 osób[12].
- 17 edycja odbyła się w 2023 roku pomiędzy 6 a 8 października, frekwencja wyniosła 52 749 osób[13].
- 18 edycja odbyła się w 2024 roku pomiędzy 25 a 27 października, frekwencja wyniosła 61 069 osób.

Od kilku lat imprezie towarzyszą również inne targi: Aqua&Zoo, Baby i HOBBY. Od 2016 roku bilety na PGA i pozostałe targi są dostępne oddzielnie.